# کوستکوویتسه (شهرستان چیشن)
کوستکوویتسه (به لهستانی:  Kostkowice) یک روستا در لهستان است که در گمینا دنبوویتس (استان سیلسیان) واقع شده‌است. کوستکوویتسه ۵٫۱ کیلومتر مربع مساحت و ۵۳۰ نفر جمعیت دارد.